# José Mariano Mociño
José Mariano Mociño Suárez de Figueroa est un naturaliste mexicain, né en 1757 à Temascaltepec et mort en 1820 à Barcelone.

## Expédition en Nouvelle-Espagne
Il participe à l’expédition botanique royale en Nouvelle-Espagne (en) conduite par Martin Sessé y Lacasta et l’accompagne au retour de l'expédition, en 1803, lorsque celui-ci revient en Espagne. Leur objectif est de réaliser une flore du Mexique comme Hipólito Ruiz López et José Antonio Pavón l’avaient fait pour le Pérou, mais ce livre ne sera pas publié.

## LaFlore du Mexique
Malgré la mort de Sessé en 1808 et les problèmes de la guerre d’indépendance espagnole, Mociño continue ses travaux sur la Flora Mexicana. À la fin de la guerre, en 1812, s'exile à Montpellier pour être considéré comme un afrancesado, emportant avec lui environ 1 300 dessins réalisés par Atanasio Echeverria y Godoy. Les textes de la Flora Mexicana et seuls quelques dessins demeurent à Madrid. Mociño donne les dessins au botaniste suisse Augustin Pyrame de Candolle (1778-1841) pour leur étude et leur sauvegarde. Constatant les nombreuses erreurs de détermination de ces illustrations, Candolle propose à Mociño, qui est réfugié, malade, vieux et sans argent, de travailler avec lui mais :
« Après les premiers essais, je vis que le bon vieillard n’avait que des idées très vagues sur la science et je me mis à travailler seul pour débrouiller ce chaos. »
En 1817, Mociño veut retourner en Espagne et demande à Candolle de lui rendre les dessins qui se trouvent à Genève. Candolle, grâce à l’action d’illustrateurs, surtout des femmes, de la ville, entreprend d’en faire une copie intégrale. Près de 120 personnes, en particulier des dames de la bonne société genevoise, se mettent au travail et 1 200 planches sont reproduites en une dizaine de jours. Conservées aux Conservatoire et Jardin botaniques de Genève, ces planches sont connues sous le nom de Flore des dames de Genève.
Après la mort de Mociño à Barcelone en 1820, la trace des deux mille dessins est perdue jusqu'à 1980, date à laquelle ils sont vendus par la famille Torner au Hunt Institute for Botanical Documentation.
Les manuscrits de la 'Flora Mexicana', l'herbier et quelques dessins de l'expédition se trouvent au Jardin botanique royal de Madrid.

## Éponymie
Le quetzal resplendissant, Pharomachrus mocinno, lui est dédiée par Pablo de la Llave en 1832.

## Sources
- Augustin-Pyramus de Candolle (2004). Mémoires et Souvenirs (1778-1841) édités par Jean-Daniel Candaux et Jean-Marc Drouin avec le concours de Patrick Bungener et René Sigrist. Georg Éditeur (Chêne-Bourg, Genève), collection Bibliothèque d’histoire des sciences : xv + 591 p.  (ISBN 2-8257-0832-1).
- (es) Carlos Martínez Shaw et alia, «José Mariano Mociño. El destino de su obra y las cartas a De Candolle», Espacio, tiempo y forma. Serie IV, Historia moderna, no 12, 1999, p. 443-477.
- (en) Page de présentation de la collection de Sessé et Mociño
- (es) Page de l'Expédition de Nueva España